# Brethren in Christ Church
Brethren in Christ Church (BIC) är ett evangelikalt trossamfund med rötter i olika väckelserörelser; mennoniterna, anabaptism, pietism och helgelserörelsen. Man tillhör den Mennonitiska världskonferensen (sedan 1940), National Association of Evangelicals (1949) och Christian Holiness Partnership (1950).
BIC består av över 1 000 församlingar med runt 80 000 medlemmar i 23 länder. Från Nordamerika har rörelsen spridit sig till bland annat Zimbabwe, Zambia, Malawi, Indien, Japan, Cuba, Nicaragua, Venezuela, Colombia och Storbritannien. 

## Historia
Under 1770-talet berördes mennoniter i Lancaster County, Pennsylvania av den Första stora väckelsen.
Bröderna John och Jacob Engel tog till sig Schwarzenau-brödernas förkunnelse om trefaldig framstupa nedsänkning som varande det bibliska dopet. Man lät döpa sig i Convoy Creek, vid Engels farm utanför staden Marietta. Omkring 1776 valde man Jacob Engel till sin första ledare och 1780 formulerades en skriven trosbekännelse.
Man kallade sig endast bröder (brethren) och var löst organiserade. Av utomstående kallades de ofta för River brethren eftersom de levde kring Susquehanna-floden där de också döpte sig.
Rörelsen växte raskt och spred sig till Kanada och olika delstater i USA. 1820 antog man en mer formell organisation för att samla skarorna men under de följande decennierna drabbades man ändå av en del avhopp:
- 1838 Wengerites
- 1843 Yorkers
- 1855 Brinserites

De sistnämnda grupperna hörde båda hemma i östra Pennsylvania.
1879 beslutade bröderna i Kanada och USA att gå samman i en gemensam generalkonferens. 1883 antogs namnet Brethren in Christ och 1904 registrerades BIC av myndigheterna som ett trossamfund med huvudkvarter i Harrisburg.  
1910 anammade man officiellt den wesleyanska helgelseläran. 
Efter andra världskriget har man blivit alltmer missionsinriktad och ekumeniskt sinnad och gett upp en del av sin tidigare radikalpietistiska praxis, rörande bland annat klädedräkt och förbud mot musikinstrument. 1963 lämnade församlingen i Philadelphia BIC i protest mot samfundets revidering av tro och lära och bildade Calvary Holiness Church.